# ایستگاه تاماچی
ایستگاه تاماچی (انگلیسی: Tamachi Station) یک ایستگاه قطار وابسته به خط یامانوته است که در میناتو-کو، توکیو در ژاپن واقع شده‌است.